# Pré-registro (ciência)
Pré-registro é a prática de registrar as hipóteses, métodos e/ou análisess de um estudo científico antes de sua realização.   Isso pode incluir a análise de dados primários ou dados secundários.  O registro do ensaio clínico é semelhante, embora possa não exigir o registro do protocolo de análise do estudo. Finalmente, os relatórios registrados incluem a revisão por pares e, em princípio, a aceitação de um protocolo de estudo antes da coleta de dados. 
O pré-registro auxilia na identificação e/ou redução de uma variedade de práticas de pesquisa potencialmente problemáticas, incluindo p-hacking, viés de publicação, dragagem de dados, formas inadequadas de análise post hoc e (relativamente) HARKing. Recentemente, ganhou destaque na comunidade de ciência aberta como uma solução potencial para alguns dos problemas que se acredita serem a base da crise de replicação.  No entanto, os críticos argumentaram que pode não ser necessário quando outras práticas de ciência aberta são implementadas, como relatórios registrados. 

## Tipos

### Pré-registro padrão
No formato padrão de pré-registro, os pesquisadores preparam um documento de protocolo de pesquisa antes de conduzir sua pesquisa. Idealmente, este documento indica as hipóteses de pesquisa, o procedimento de amostragem, o tamanho da amostra, o desenho da pesquisa, as condições de teste, os estímulos, as medidas, o método de codificação e agregação de dados, os critérios para exclusões de dados e as análises estatísticas, incluindo possíveis variações nessas análises. Este documento de pré-registro é então publicado em um site disponível publicamente, como o Open Science Framework ou o AsPredicted. O estudo pré-registrado é então conduzido, e um relatório do estudo e seus resultados é enviado para publicação, juntamente com o acesso ao documento de pré-registro (anonimizado). Essa abordagem de pré-registro permite que revisores por pares e leitores subsequentes façam referência cruzada do documento de pré-registro com o artigo de pesquisa publicado para identificar (a) quaisquer testes “exploratórios” que não foram incluídos no documento de pré-registro e (b) quaisquer testes suprimidos que foram incluídos no protocolo pré-registrado, mas excluídos do relatório de pesquisa final.

## Registro de ensaio clínico
O registro de ensaios clínicos é a prática de documentar os ensaios clínicos antes de serem realizados em um registro de ensaios clínicos, a fim de combater vieses de publicação e relatórios seletivos.  O registo de ensaios clínicos é exigido em alguns países e está a ser cada vez mais padronizado.  Algumas revistas médicas importantes publicarão apenas os resultados de ensaios que foram pré-registrados. 

## Críticas
Os defensores do pré-registro argumentaram que é "um método para aumentar a credibilidade dos resultados publicados" (Nosek & Lakens, 2014), que "melhora sua ciência ao aumentar a credibilidade de seus resultados" ( Centre for Open Science) e que "melhora a interpretabilidade e a credibilidade dos resultados da pesquisa" (Nosek et al., 2018, p. 2605).   Este argumento pressupõe que as análises exploratórias não pré-registadas são menos "críveis" e/ou "interpretáveis" do que as análises confirmatórias pré-registadas porque podem envolver "raciocínio circular" no qual as hipóteses post hoc são baseadas nos dados observados ( Nosek et al., 2018, p. 2600).  No entanto, os críticos argumentaram que o pré-registro não é necessário para identificar o raciocínio circular durante análises exploratórias ( Rubin, 2020). 